# Preconception Sex Selection
PSS (ang. preconception sex selection) - wybór płci przed poczęciem. Metoda polegająca na sortowaniu plemników (z chromosomem X lub Y) - w celu zdeterminowania płci planowanego dziecka przed jego poczęciem.